# معركة زمار
معركة زمار هي معركة وقعت بين تنظيم الدولة الإسلامية وقوات البيشمركة الكردية للسيطرة على مدينة زمار بمحافظة نينوى في شمال العراق. بدأت المعركة عندما شن داعش هجوماً على المدينة في 1 أغسطس من عام 2014، وفي 4 أغسطس 2014 سيطر عليها كلياً. في 25 أكتوبر 2014، وبعد غارات جوية أمريكية، نجحت قوات البيشمركة باستعادة السيطرة على المدينة، وذلك بعد محاولة فاشلة في شهر سبتمبر.